# Алессандра Мастронарді
Алессандра Мастронарді (італ. Alessandra Mastronardi; * 18 лютого 1986, Неаполь Італія) — італійська актриса.

## Біографія
Алессандра Мастронарді народилася 18 лютого 1986 в місті Неаполь, Італія. У 5 років разом з батьками переїхала до Риму. Дебютувала у кіно в 1999 році. Найбільш відома за ролями у фільмі «Римські пригоди» і серіалі «Титанік: Кров і сталь». У 2008 році на зйомках серіалу «Кримінальний роман» Алессандра зустрічалася з актором Вінченцо Марчіонне. У 2010 році на зйомках фільму «Під небом Риму» Алессандра зустрічалася з актором Марко Форшем. 2012 — номінована на премію «Silver Ribbon» «Italian National Syndicate of Film Journalists» в категорії «Найкраща актриса другого плану» за роль у фільмі «Римські пригоди», також того ж року номінувалася на премію «Golden Nymph» телефестивалю в Монте-Карло в категорії «Найкраща актриса в драматичному серіалі» за роль у серіалі «Титанік: Кров і сталь».
У липні 2023 року одружилася зі стоматологом Джанпаоло Санніно.

## Фільмографія
- Il manoscritto di Van Hecken (1999)
- Cose che si dicono al buio (2004)
- Due sigarette (2004)
- La bestia nel cuore (2005)
- Prova a volare (2007)
- Una piccola storia (2007)
- La neve dentro casa (2008)
- Limbo (2009)
- Il fidanzamento di mia madre (2011)
- To Rome with Love (2012)
- AmeriQua (2012)
- L'ultima ruota del carro (2013)
- Amici come noi (2014)
- Нестерпний тягар величезного таланту (2022)

## Джерело
- Алессандра Мастронарді на сайті IMDb (англ.)